# Hypolimnas ochreata
Hypolimnas ochreata är en fjärilsart som beskrevs av James John Joicey och Talbot 1921. Hypolimnas ochreata ingår i släktet Hypolimnas och familjen praktfjärilar. Inga underarter finns listade i Catalogue of Life.